# ジェフリー・リチャードソン
ジェフリー・リチャードソン（Geoffrey Richardson、1950年7月15日 - ）は、イングランドのレスターシャー・ヒンクリー出身、キャラヴァン、マレー・ヘッド、ペンギン・カフェ・オーケストラの作品で広く知られるヴィオラ奏者で、マルチインストゥルメンタリスト。

## 略歴
元芸術学校の学生だったリチャードソンは、1972年にスパイロジャイラに加入したがバンドは間もなくして解散し、ヴィオラ奏者としてキャラヴァンに加入した。1970年代半ば、彼はケヴィン・エアーズ、カフェ・ジャックス、ペンギン・カフェ・オーケストラ、バズコックスとのセッション仕事をこなすようになっていった。1978年にキャラヴァンを脱退したが、1980年には再加入して彼らのアルバム『ジ・アルバム』で演奏している。
その後の経歴としては、マレー・ヘッド、ペンギン・カフェ・オーケストラ、ボブ・ゲルドフのツアーに同行している。また、マレー・ヘッドとはアルバム『Between Us』（1979年）、『Innocence』（1993年）、『Pipe Dreams』（1996年）などで共演もしている。1993年にはソロ・アルバム『Viola Mon Amour』をリリースしており、続いてキャラヴァンのバンドメイトであるジム・レヴァートンと『Follow Your Heart』（1995年）、『Poor Man's Rich Man』（2000年）、『The End of The Pier Show』（2006年）という3枚のアルバムを発表した。
2011年に短いツアーを終えたキャラヴァンにおいて、現在も活動メンバーであり続けている。

## ディスコグラフィ

### ソロ・アルバム
- Viola Mon Amour (1993年)
- Moving Up A Cloud (2011年)
- 『ザ・ガーデン・オブ・ラヴ』 - The Garden of Love (2016年)

### ジム・レヴァートン & ジェフリー・リチャードソン
- Follow Your Heart (1995年)
- Poor Man's Rich Man (2000年)
- The End of The Pier Show (2006年)

### フランシス・ケンドール & ジェフリー・リチャードソン
- Oh Sister... (2003年)
- Estella In Lux (2004年)

### キャラヴァン
- 『夜ごとに太る女のために』 - For Girls Who Grow Plump in the Night (1973年)
- 『キャラヴァン&ニュー・シンフォニア』 - Caravan and the New Symphonia (1974年)
- 『ロッキン・コンチェルト』 - Cunning Stunts (1975年)
- 『聖ダンスタンス通りの盲犬』 - Blind Dog at St. Dunstans (1976年)
- 『ベター・バイ・ファー』 - Better by Far (1977年)
- 『ジ・アルバム』 - The Album (1980年)
- 『ライヴ・アット・ザ・フェアフィールド・ホールズ1974～ザ・ベスト・オブ・キャラヴァン・ライヴ』 - The Best Of Caravan "Live" (1980年)
- 『ヘイスティングスの戦い』 - The Battle of Hastings (1995年)
- 『オール・オーヴァー・ユー≪ベスト・ソングズ・オブ・キャラヴァン≫』  - All Over You (1996年)
- 『イーサー・ウェイ』 - Ether Way (1998年)
- 『サプライズ・サプライズ(ライヴ1975)』 - Surprise Supplies (1999年)
- All Over You...Too (1999年)
- 『アンオウソライズド・ブレックファスト』 - The Unauthorized Breakfast Item (2003年)
- Paradise Filter (2013年)

### マレー・ヘッド
- Between Us (1979年)
- Voices (1981年)
- Find the Crowd (1981年)
- Shade (1982年)
- Restless (1986年)
- Sooner or Later (1986年)
- Some People (1986年)
- Wave (1991年)
- When You're in Love (1995年)
- Pipe Dreams (1995年)
- Tête à Tête (2007年)
- Rien N'est Ecrit (2008年)
- Live 2009/Collection Live 2009 (2010年)

### ペンギン・カフェ・オーケストラ
- 『ペンギン・カフェ・オーケストラ』 - Penguin Cafe Orchestra (1983年)
- 『たったひとつのペンギン・カフェ』 - The Penguin Cafe Orchestra Mini Album (1983年)
- 『ブロードキャスティング・フロム・ホーム』 - Broadcasting from Home (1983年)
- 『サインズ・オブ・ライフ』 - Signs of Life (1987年)
- 『黄昏のローマ/ライヴ』 - When in Rome... (1988年)
- 『帰ってきたペンギン・カフェ 』 - 'Still Life' at the Penguin Cafe (1991年) ※BBC Concert Orchestra
- 『ユニオン・カフェ』 - Union Cafe (1993年)
- 『コンサート・プログラム』 - Concert Program (1994年)
- 『ベスト・オブ・ペンギン・カフェ・オーケストラ』 - Preludes, Airs and Yodels (1997年)
- 『ピアノ・ミュージック』 - Simon Jeffes Piano Music (2000年)

### その他の参加アルバム
- ケヴィン・エアーズ : 『夢博士の告白』 - The Confessions of Dr. Dream and Other Stories (1974年)
- ジョン・G・ペリー : 『サンセット・ウェイディング』 - Sunset Wading (1976年)
- クォンタム・ジャンプ : Barracuda (1977年)
- クォンタム・ジャンプ : Mixing (1977年)
- オザーク・マウンテン・デアデヴィルズ : Don't Look Down (1977年)
- カフェ・ジャックス : 『ラウンド・ザ・バック』 - Round The Back (1977年)
- カフェ・ジャックス : 『インターナショナル』 - International (1978年)
- John Glover : Midnight Over England (1979年)
- バズコックス : Why She's a Girl From The Chainstore (1980年)
- Bob Weston : Nightlight (1980年)
- Wildlife : Burning (1980年)
- ルパート・ハイン : 『イミュニティー』 - Immunity (1980年)
- ルパート・ハイン : 『漂流』 - Waving Not Drowning (1982年)
- ジョン・グリーヴス : 『アクシデント』 - Accident (1982年)
- Julien Clerc : Femmes, Indicrétions, Blasphéme (1982年)
- Microdisney : The Clock Comes Down The Stairs (1984年)
- Paul Brady : Primitive Dance (1987年)
- シンクマン : Hard Hat Zone (1990年)
- Dubh Chapter : Silence, Cunning & Exile (1990年)
- ボブ・ゲルドフ : 『ベジタリアンズ・オブ・ラブ』 - The Vegetarians of Love (1990年)
- ザ・クロス : 『ブルー・ロック』 - Blue Rock (1991年)
- ルノー : Marchand de cailloux (1991年)
- Bliss : A Change In The Weather (1991年)
- ボブ・ゲルドフ : The Happy Club (1992年)
- クリス・デ・バー : Power of Ten (1992年)
- ミラ・ジョヴォヴィッチ : The Divine Comedy (1993年)
- ラシッド・タハ : Rachid Taha (1993年)
- サリフ・ケイタ & スティーヴ・ヒレッジ : L'Enfant Lion (1993年)
- ルノー : A La Belle de Mai (1994年)
- Nina Morato : L'Allumeuse (1995年)
- ジョン・G・ペリー : Seabird (1995年)
- ラシッド・タハ : Olé, Olé (1995年)
- ニック・ヘイワード : Tangled (1996年)
- Bruno Maman : Aujourd'hui (1996年)
- ルノー : Paris/Provinces (1996年)
- フランキー・ヴァレンタイン : Summary of Evidence (1997年)
- ラシッド・タハ : Diwan (1997年)
- Métisse : Singe (1997年)
- ジャスティン・ヘイワード : 『ヴュー・フロム・ザ・ヒル』 - The View From The Hill (1997年)
- リンダ・マッカートニー : Wide Prairie (1998年)
- Wolf Maahn : Album (1998年)
- ラシッド・タハ/ハレド/フォーデル : 1,2,3 Soleils (1998年)
- ラシッド・タハ : Carte Blanche (1998年)
- Bloem de Ligny : Zink (1998年)
- Sadia : Pieces (1999年)
- Nova Nova : La Chanson de Roland (1999年)
- The Uncalled Four : Rubbed Raw (1999年)
- ラシッド・タハ : Made in Medina (1999年)
- Kofi Dako : Kologo (2000年)
- フランシス・ケンドール : Goodbye Rambling Man (2000年)
- Various Artists : Miniatures 2 (Music for the Millenium) (2000年)
- Nova Nova : Plaid (2000年)
- ハワード・ジョーンズ : Metamorphosis (2001年)
- モストリー・オータム : Catch The Spirit (2002年)
- マイケル・ジャイルズ : 『プログレス』 - Progress (2002年)
- David Blosse Pilot : Episode (2005年)
- Julian Whitfield : Christopher (2005年)
- ジム・レヴァートン : Bright New Way (2005年)
- The Fat River Band : The Last Great Guitar Heist (2005年)
- Jim Laslett : Loving Should Be Easy (2005年)
- Lupen Crook : Accidents Occur Whilst Sleeping (2006年)
- Paul Roland : Re-animator (2006年)
- Maestoso : Caterwauling (2007年)
- Raphael Mead : On The Hill (2007年)
- Darwin Bay : Pluies Acides (2007年)
- Up-C Down-C Left-C Right-C : Embers (2008年)
- クリス・デ・バー : Footsteps (2008年)
- ルノー : Tournée Rouge Sang (the Rouge Sang live album) (2009年)
- ルノー : Molly Malone – Balade irlandaise (2009年)
- マンダラバンド : 『III BCアンセスターズ』 - Ancestors (2009年)
- Amber : Album (2009年)
- クリス・デ・バー : You'll Never Walk Alone (2009年)
- Raphael Mead : Ruled By The Heart (2010年)
- Juanes : P.A.R.C.E. (2010年)
- クリス・デ・バー : Moonfleet (2010年)
- クリス・デ・バー : Footsteps 2 (2011年)
- Last Knight : Talking To The Moon (2011年)
- Mattea de Luca : Album (2011年)